# 7968 Ельст — Пісарро
7968 Ельст — Пісарро (7968 Elst-Pizarro) — астероїд головного поясу, відкритий 14 липня 1996 року.
Тіссеранів параметр щодо Юпітера — 3,184.

## Історія спостережень
7 серпня 1996 Ерік Вальтер Ельст оголосив про своє відкриття комети, знімок якої зробив Гвідо Пісарро з Європейської південної обсерваторії за допомогою 1,0-метрового телескопа 14 липня 1996 року.
Однак перші зображення були знайдені на знімках, зроблених у 1979 і 1985 роках. Протягом першого року комета була сфотографована в Сайдинг-Спрінг та Паломарській обсерваторії в 1979 24 і 25 липня. Тоді об'єкт був зареєстрований і згодом був класифікований як мала планета, яка була позначена 1979 OW7.
Зденек Секаніна з Jet Propulsion Laboratory в Пасадіні, Каліфорнія, США, вважає, що вузький, прямий і безструктурний хвіст комети, ймовірно, виник у кінці травня — на початку липня 1996 року. На цей час точно не відомо, чи було це спричинено вибухом з поверхні об'єкта (пил, що виштовхується в простір тиском газу через випаровування льоду), або, можливо, зіткненням з іншим орбітальним об'єктом. Тому не повністю виключено, що об'єкт насправді є малою планетою, а не кометою з порівняно великим вмістом крижаних матеріалів. Необхідні подальші спостереження для розв'язання цього питання.
Як астероїд цей космічний об'єкт зареєстрований під назвою 7968 Ельст — Пісарро (англ. 7968 Elst–Pizarro), як комета — 133P/Ельста — Пісарро (англ. 133P/Elst-Pizarro).